# Порецкая волость
Порецкая волость — волость в составе Алатырского уезда Симбирской губернии Российской империи, волостное правление располагалось в селе Порецкое.

## История
Была образована в 1804 году. 
4 мая 1922 года к Порецкой волости были присоединены селения Бардино, Камасаево, Колычевка, Козловка, Мочкасы, Ряпино, Тареевка, Тихомирово и Шатино Мурзицкой волости Курмышского уезда. 4 апреля 1924 года к Порецкой волости были присоединены Анастасовская, Семёновская и Сиявская волости. 
20 июля 1925 года Порецкая волость Алатырского уезда была передана в Чувашскую АССР.